# Catalypse
Catalypse è un videogioco sparatutto a scorrimento orizzontale con navicella spaziale, pubblicato dalla Genias nel 1992 per Commodore 64.
Venne realizzato dall'italiano Andrea Pompili col supporto di Andrea Carboni ed Emanuele Tajariol, mentre le musiche sono di Michael Tschögl. Ha molta somiglianza con Armalyte, sebbene più evoluto, tanto che lo sviluppo ebbe un rallentamento per dare modo al programmatore di revisionare alcune somiglianze.

## Modalità di gioco
Il gioco è ambientato nello spazio e in vari ambienti tecnologici o naturali del pianeta Clio. Il giocatore si trova al comando di una astronave che deve far arrivare al termine del livello evitando le collisioni con avversari, proiettili nemici ed elementi di sfondo. Lo scorrimento è orizzontale verso destra e continuo, con elementi di sfondo che possono trovarsi in basso, in alto e sospesi a metà, creando a volte dei passaggi stretti. L'astronave spara normalmente verso destra, ma può raccogliere nove tipi di power-up, tra cui una varietà di armi, fino a due satelliti aiutanti, e scudo protettivo temporaneo. Catalypse è diviso in 5 livelli, ognuno con mostri di fine livello (e anche uno a metà del quinto) di grandi dimensioni. Per ridurre la difficoltà, a inizio partita c'è un'opzione per disattivare il fuoco nemico. Sono presenti sequenze introduttiva e finale relativamente elaborate.

## Accoglienza
La rivista inglese Zzap!64, nel n.84, gli attribuisce un 30%, mentre all'opposto la versione italiana Zzap! gli attribuisce un 81% e un 93% in due recensioni distinte, e la rivista concorrente Commodore Format gli attribuisce un 91%. L'italiana Computer+Videogiochi assegna 85%.
Le recensioni positive apprezzarono molto l'estetica e il design; alcuni difetti minori segnalati sono la necessità di ricaricare il livello ogni volta che si perde una vita e la sintesi vocale poco comprensibile.